# 伝統派空手

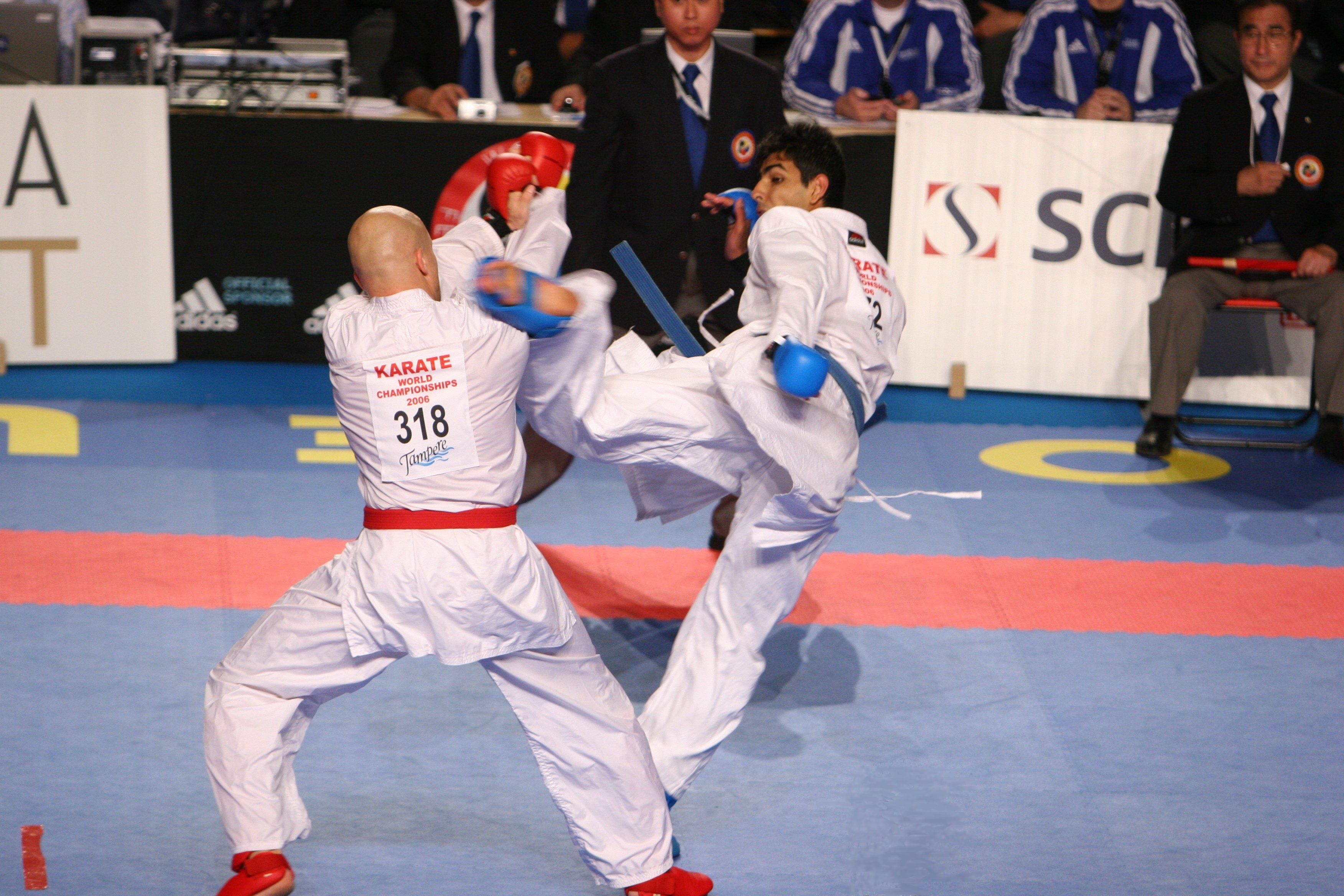
世界空手連盟のWKFルールの組手試合

伝統派空手（でんとうはからて）は、古伝（古流）またはある程度の伝統的な技術に基づいて稽古や試合を行う空手道の流派や団体のことである。特定の流派を指す言葉ではない。また、フルコンタクト空手との対比として、この意で使われることが多い。

## 概要

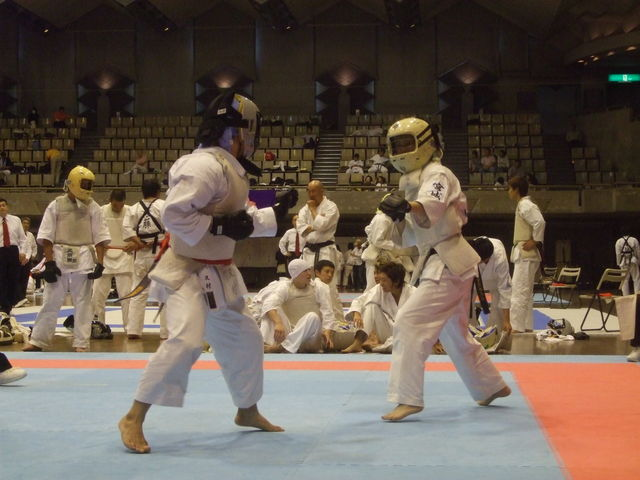
錬武会の防具付き空手の組手試合

狭義では寸止め空手のことを指し、広義では形・型の伝承を通じて、その習得と研究・応用を進める流派を指す。
この場合は寸止めではなくても、伝統的技術を重視する団体が含まれるので、伝統的な防具付き空手団体も含まれる（錬武会、錬心舘、千唐流など）。なお、日本空手協会などの「当て止め」と言われるルールを採用する団体・流派も含まれる。
全日本空手道連盟（全空連）に加盟している流派・団体は伝統派空手と呼ばれることが多く、全空連加盟団体とそれ以外の区別を明確にするために、全空連に加盟している流派・団体を指して伝統派とする場合もある。
2020年東京オリンピックの追加種目としてこの空手、世界空手連盟の空手が実施された。

## 主な流派・会派
四大流派
- 松濤館流
- 剛柔流
- 糸東流
- 和道流

全日本空手道連盟協力団体
- 日本空手協会 松濤館流の会派団体の一つで、全空連に加盟。
- 全日本空手道松涛館 2014年6月に全空連主導で組織された松濤館流の会派団体の一つで、全空連に加盟。
- 全日本空手道連盟剛柔会 剛柔流の会派団体の一つで、全空連に加盟。
- 全日本空手道連盟糸東会 糸東流の会派団体の一つで、全空連に加盟。
- 全日本空手道連盟和道会 和道流の会派団体の一つで、全空連に加盟。
- 全日本空手道連盟錬武会 修道舘無流派主義、および防具付空手に賛同した諸派による団体。防具付空手ルールを採用。
- 日本空手道連合会 糸洲会や泊親会等の諸派による連合団体。

沖縄三大流派
- 剛柔流
- 小林流 ※少林寺流、少林流、松林流
- 上地流

日本古武道沖縄唐手混成派生流派
- 空真流
- 神道自然流

諸流派・会派
- 錬武会
- 糸洲流(会)
- 少林寺流
- 泊親会
- 清心流(会)
- 本部流

## 特徴
伝統派空手の特徴としては以下の事が挙げられる。
- 礼節を重視する。
- フルコンタクト空手に比べ、「基本稽古」「形」の稽古量が多い。
- 鍛錬方法等は、古来から伝わっている方式を多く用いる。（巻き藁、鉄下駄、三戦瓶等）ただし、これらの道具を必ず使うわけではなく、道場や個人で鍛錬方法を工夫しているところもある。
- 大会も行われるが、元来護身の手段として技術体系が確立しており、各流派の流儀においても大会がメインではない。
- 段級位制を採用するが、形と基本動作ならびに組手に対する習熟度により昇級・昇段する。
- 段位については全日本空手道連盟が「公認段位」として正式に認定している。